# Побідно
Побідно (пол. Pobiedno) — лемківське село в Польщі, у гміні Буківсько Сяноцького повіту Підкарпатського воєводства.
Населення — 573 особи (2011).

## Розташування
Знаходиться над річкою Сяночок за 4 км на північ від Буківсько, 12 км на захід від Сяніка, 62 км на південь від Ряшева, при повітовій дорозі № 2211R.

## Історія
Село закріпачив князь Юрій II Болеслав як службове село гроду (фортеці) Сянік. У 1340-1772 р. село входило до складу Сяноцької землі Руського воєводства Речі Посполитої. З 1772 до 1918 року — у межах Сяніцького повіту Королівства Галичини та Володимирії монархії Габсбургів (з 1867 року Австро-Угорщини).
У 1887 р. в селі було 74 будинки і 476 мешканців, а у фільварку — 1 будинок і 11 мешканців; із загального числа 487 мешканців: римокатоликів — 445, грекокатоликів — 34, єдеїв — 8. У 1898 р. в селі було 80 будинків і 496 мешканців.
В 1939 році в селі проживало 570 мешканців, з них 15 українців і 555 поляків. Село входило до Сяніцького повіту Львівського воєводства.
Після війни рештки українського населення виселені в 1944—1947 р.
У 1975—1998 роках село належало до Кросненського воєводства.

## Демографія
Демографічна структура станом на 31 березня 2011 року:
|          | Загалом | Допрацездатний вік | Працездатний вік | Постпрацездатний вік |
| -------- | ------- | ------------------ | ---------------- | -------------------- |
| Чоловіки | 286     | 72                 | 188              | 26                   |
| Жінки    | 287     | 64                 | 161              | 62                   |
| Разом    | 573     | 136                | 349              | 88                   |

## Церква
Парафіяльна церква була в селі вже в 1529 р. Коли помер останній парох у Побідному о. Михайло Скобельський (†19.04.1800) парафія була приєднана до Дудинців, а та в 1818 р. приєднана до Пельні. У 1830 р. згоріла дерев'яна церква Собору Пресвятої Богородиці, після чого лемківське населення поступово латинізувалося і полонізувалося.